# Courtland (Alabama)
Courtland – miasto w Stanach Zjednoczonych, w stanie Alabama, w hrabstwie Lawrence. W roku 2023 miasto zamieszkiwało 588 osób, a gęstość zaludnienia wynosiła 98 osób/km².